# Stelletta teres
Stelletta teres är en svampdjursart som beskrevs av Lebwohl 1914. Stelletta teres ingår i släktet Stelletta och familjen Ancorinidae. Inga underarter finns listade i Catalogue of Life.